# 楊恆韋
楊恆韋（1997年7月13日—），生于台北，台湾乒乓球运动员。 2014年南京青年奥林匹克运动会乒乓球运动员。